# Tramvajová doprava v Bohumíně
V Bohumíně byla v letech 1902 až 1973 provozována malá tramvajová síť.

## Historie

### Vznik sítě
V roce 1847 musela být železniční stanice pro odpor bohumínských autorit postavena na katastru sousední obce Šunychl (nyní část Bohumína). Kolem nádraží začala již brzy vyrůstat nová osada (Nový Bohumín), která zanedlouho předstihla velikostí jak Šunychl, tak i původní Bohumín (Starý Bohumín). Proto bylo na začátku 20. století rozhodnuto o výstavbě tramvajové dráhy spojující nádraží v Novém Bohumíně se Starým Bohumínem.

### Koněspřežná a parní dráha
Protože byl vyvíjen tlak na co nejmenší náklady a zároveň na co nejrychlejší zavedení provozu, bylo rozhodnuto, že dráha bude koněspřežná. Pravidelný provoz koňské tramvaje byl zahájen 22. prosince 1902. Jednokolejná trať o rozchodu 760 mm byla dlouhá přibližně 3500 m. Vyhýbání protijedoucích vozů umožňovaly tři výhybny. Trať začínala před nádražím v Novém Bohumíně, pokračovala ulicemi Nádražní a Čs. armády. Poté vedla na zvláštní těleso umístěné vedle silnice do Starého Bohumína. Zde tramvaje projely ulicí Slezskou na náměstí Svobody, kde trať končila.
Již od počátku se ale počítalo s parní trakcí. Po nákupu vozů a úpravách tratě (na konečných musely být vybudovány točny – vozy byly jednosměrné) byl provoz parní tramvaje zahájen již 13. října 1903. Nákladní doprava byla zahájena na několika vlečkách na jaře 1916.

### Elektrická dráha

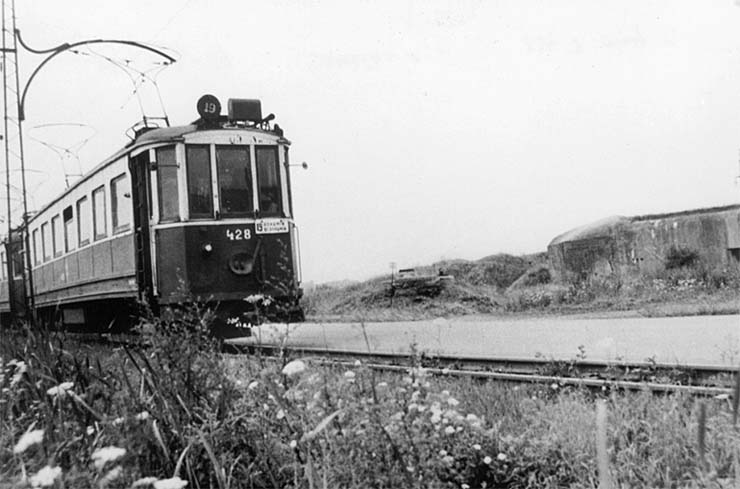
Tramvaj na bohumínské trati poblíž pěchotního srubu MO-S 4 (kolem roku 1960)

V roce 1915 se rozhodlo o zavedení provozu elektrické tramvaje. Elektrifikace osobní trati byla zadána společnosti AEG Union. Zároveň byla se Slezskými zemskými drahami (SZD) uzavřena smlouva o zapůjčení jednoho motorového vozu.
Provoz elektrické dráhy byl zahájen vypůjčeným vozem 23. září 1916. Ten ale musel být 2. ledna 1918 vrácen zpět, proto byla obnovena parní trakce. Po dodání objednaného motorového vozu byl elektrický provoz na trvalo obnoven 23. července téhož roku.
Již od 1922 se město snažilo prodat ztrátovou dráhu SZD. Slezské dráhy však o tuto trať neměly zájem (špatný technický stav, nevýdělečná doprava). Přesto město tramvaje provozovalo až do roku 1947, kdy 1. dubna provoz převzaly Zemské dráhy (dříve SZD). Spolu s nimi se 1. října 1949 bohumínská trať stala součástí Dopravních podniků města Ostravy.
V létě 1949 Zemské dráhy zrušily koncový úsek tratě v Novém Bohumíně a dopravu převedly na svoji původní trať (nyní třída Dr. Edvarda Beneše). Úsek Nemocnice – Starý Bohumín byl zrušen 21. října 1968. Na zbytku tratě byl provoz ukončen 1. srpna 1973.
Bývalou tramvajovou trať ve Starém Bohumínu i Bohumínu připomínají na několika místech žulové koleje v dlažbě, které kopírují původní trať.

## Vozový park
Vozový park koňské tramvaje sestával ze dvou otevřených a dvou uzavřených vlečných vozů.
Při parním provozu jezdily tři parní motorové vozy (jeden převzat starší), čtyři vlečné vozy koňky, jeden nový vlečný vůz a jeden vlek upravený ze staršího parního vozu. Dále pro nákladní provoz byly k dispozice tři parní lokomotivy a mnoho nákladních vozíků.
Elektrický provoz zpočátku zajišťoval motorový vůz vypůjčený od SZD, který zde jezdil v letech 1916–1918. První vlastní čtyřnápravový motorový vůz č. 1 byl objednán v roce 1915, ovšem jeho výroba se kvůli probíhající první světové válce protáhla, takže dodán byl teprve v červenci 1918. Jeho výrobcem byla vagónka ve vídeňském Simmeringu, elektrická výzbroj dodala firma Siemens-Schuckertwerke (SSW). Pro jeho výrobu byly použity části (hlavní rám, vozová skříň) jednoho ze tří parních vozů, zakoupených v roce 1913 od Dolnorakouských zemských drah pro rozebrání na náhradní díly. V roce 1921 zakoupila bohumínská dráha čtyřnápravový motorový vůz č. 2, který vyrobila Kopřivnická vozovka, dodavatelem elektrické výzbroje byly opět SSW. V provozu byly také dva vlečné vozy převzaté z parní dráhy. Nákladní provoz zajišťovala kromě parních lokomotiv i lokomotiva elektrická.
Po sloučení do Dopravních podniků byly na trať nasazovány různé vozy.